# District de Gunwi
Le district de Gunwi est un district de la ville métropolitaine de Daegu, en Corée du Sud. Avant le 1er juillet 2023, il faisait partie de la province de Gyeongsangbuk.

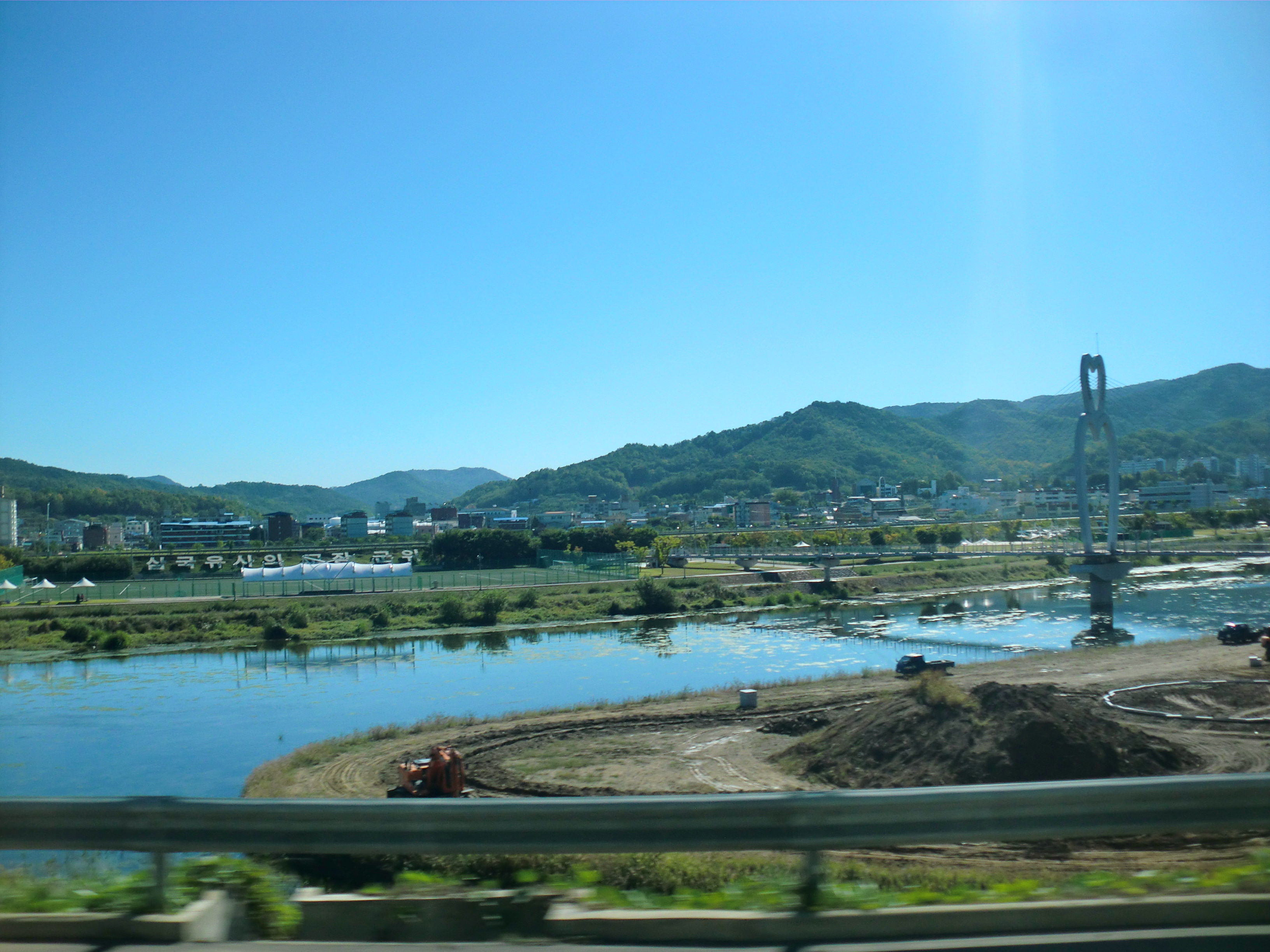
Gunwi-eup, Gunwi-gun